# Lago (Texas)
Pour les articles homonymes, voir Lago.
Lago est une census-designated place située dans le comté de Cameron, dans l’État du Texas, aux États-Unis. Sa population s’élevait à 204 habitants lors du recensement de 2010.